# Hedwig van Legnica
Hedwig van Liegnitz (circa 1351 - 1 augustus 1409) was een Poolse prinses afkomstig uit de Silezische tak van het huis Piasten. Via haar huwelijk was ze hertogin van Sagan (Żagań).

## Levensloop
Hedwig was de enige dochter van hertog Wenceslaus I van Liegnitz (Legnica) en diens echtgenote Anna, dochter van hertog Casimir I van Teschen. 
Op 10 februari 1372 huwde ze met hertog Hendrik VI de Oude van Sagan. Het huwelijk was zeer ongelukkig en na de vroege dood van hun enige dochter ging het echtpaar uit elkaar. Hedwig bleef in de stad Sagan wonen, terwijl Hendrik VI naar de stad Crossen an der Oder (Krosno Odrzańskie) verhuisde. Het was daar dat haar echtgenoot in december 1393 stierf.
Hoewel het echtpaar al jarenlang apart leefde, liet Hendrik VI in zijn testament zijn domeinen aan Hedwig na. Bij deze domeinen hoorden de steden Sagan, Crossen an der Oder en Schwiebus (Świebodzin). Hedwig bleef de landerijen van haar echtgenoot besturen tot in 1403, toen ze aftrad ten voordele van haar neven Jan I, Hendrik IX, Hendrik X en Wenceslaus, de zonen van Hendrik VIII de Huismus, de jongste broer van Hendrik VI de Oude.